# Raúl Gatica Bautista
Raúl Javier Gatica Bautista (San Miguelito, Tlaxiaco, Oaxaca, México; 13 de agosto de 1963). Es un escritor mexicano de origen mixteco, defensor de los derechos de los pueblos indígenas de México quien ha sido galardonado con la medalla David Stewart en 2006 por parte de la organización canadiense Horizontes de Amistad.

## Biografía
Raúl Javier Gatica Bautista nació el 13 de agosto de 1963 en la comunidad indígena ñuu savi o mixteca de San Miguelito en Tlaxiaco, Oaxaca. Cumplió cargos de topil hasta el de agente municipal, máximo cargo que se puede tener en su comunidad, los cuales fueron cargos tradicionales de servicio sin remuneración alguna. Además cuidó, mantuvo y educó como padre y madre a sus hijos Inti Xinemi y Amilkar Gatica Martínez, desde que tenían 3 meses y año y medio de edad respectivamente, hasta la fecha. Desde 1987 se desempeña como profesor de educación primaria. De 1995 a 1997 hace parte de la Comisión Política de la sección 22 del Sindicato Nacional de Trabajadores de la Educación-Coordinadora Nacional de Trabajadores de la Educación (SNTE-CNTE). Desde 1997 forma parte del magonista Consejo Indígena Popular de Oaxaca "Ricardo Flores Magón" (CIPO-RFM). El 18 de abril de 1998 en San Juan Bautista Tuxtepec, Oaxaca, fue detenido con otros 70 miembros del CIPO, siendo únicamente él desaparecido y torturado en una cárcel clandestina, dando así inicio a una serie de intimidaciones en su contra.
En 1991, Raúl Gatica recibió el tercer lugar en poesía y mención honorífica en cuento en los eventos culturales del magisterio. En 1997, recibe la beca estatal de poesía para jóvenes creadores del Fondo Estatal para la Cultura y las Artes (FOESCA) de Oaxaca, y más tarde en 2000, recibe la beca nacional del Fondo Nacional para la Cultura y las Artes (FONCA) para escritores indígenas, en cuento. Sus textos se han publicado en revistas y diarios estatales y nacionales. Publicó sus poemas en la antología “Asalto a la palabra” de poetas mixtecos. El dinero que ganó por sus premios literarios lo destinó a liberar presos indígenas y sostener a las organizaciones donde participa. 
Su actividad literaria, conocimiento del movimiento y cultura indígena han hecho que instituciones académicas y culturales, organismos de derechos humanos, sociales y demás, lo inviten a participar como conferencista en las universidades de Cambrige, La Sapienza, Milán, Siena, Gotemborg, Ramón Llul, Complutense, Valencia, Hamburgo, Fluminense y del Cauca, entre otras.
Raúl Gatica ha sido un defensor de mantener las prácticas tradicionales en la organización, toma de decisiones y autoridad de su comunidad. Ha hecho campañas para preservar los diversos ecosistemas de Oaxaca y para resistir la implementación de la siembra de plantas transgénicas. Por esto ha pagado un alto precio por su dedicación a asuntos de justicia social al ser objeto de varios intentos de asesinato y varias detenciones en la cárcel, agresiones recibidas por el gobierno del estado de Oaxaca, la policía y grupos paramilitares. Su lucha le valió ser galardonado con la medalla David Stewart en 2006 por parte de la organización canadiense Horizontes de Amistad, la cual apoya proyectos de desarrollo comunitario en México y Centroamérica por su liderazgo en la lucha contra la injusticia y la desigualdad social. Desde 2005 vive como refugiado político en Vancouver, Canadá, desde donde ha luchado para crear conciencia sobre temas indígenas mexicanos, trabajando con comunidades de refugiados y de derechos humanos. Tiene un programa de radio llamado "Echoes of the Frist Nations Peoples" y formó un grupo de apoyo al CIPO-RFM. Trabajó en junio de 2006 como voluntario para el Foro Mundial de la Paz y para el Foro Mundial Urbano patrocinado por las Naciones Unidas, que se llevaron a cabo en Vancouver.